# Eure-et-Loir
Eure-et-Loir är ett franskt departement i regionen Centre-Val de Loire. Departementet har fått sitt namn efter floderna Eure och Loir som flyter genom landskapet. Huvudort är Chartres. 

## Geografi
Departementet utgör huvuddelen av det bördiga landskapet Beauce, men politiskt tillhör departementet regionen Centre-Val de Loire. Eure-et-Loir omgärdas av departementen Loir-et-Cher, Loiret, Essonne, Yvelines, Eure, Orne och Sarthe.

## Turism
Ett av departementets mest besökta attraktioner är Katedralen i Chartres, berömt för sina magnifika glasmålningar.